# Aeroporto di Abidjan-Félix Houphouët Boigny
L'Aeroporto di Abidjan - Félix Houphouët Boigny (IATA: ABJ, ICAO: DIAP) (in francese: Aéroport d'Abidjan- Félix Houphouët Boigny) è un aeroporto ivoriano situato nell'estrema parte meridionale della Costa d'Avorio, sul Golfo della Guinea, a 16 km a sud est di Abidjan, nella regione di Lagunes.
La struttura è intitolata a Félix Houphouët-Boigny, (1905-1993), primo Presidente del Paese fra il 1960 e il 1993.